# World Games 2017/Teilnehmer (Slowakei)
| Gelbes Symbol für Goldmedaillen mit stilisierten Olympischen Ringen | Graues Symbol für Silbermedaillen mit stilisierten Olympischen Ringen | Braundes Symbol für Bronzemedaillen mit stilisierten Olympischen Ringen |
| ------------------------------------------------------------------- | --------------------------------------------------------------------- | ----------------------------------------------------------------------- |
| —                                                                   | —                                                                     | 1                                                                       |

Die Slowakei nahm an den World Games 2017 in Breslau teil. Die slowakische Delegation bestand aus 190 Athleten.

## Medaillengewinner

### Silber
| Name               | Sportart  | Wettkampf |
| ------------------ | --------- | --------- |
| Monika Chochliková | Kickboxen | K1 52 kg  |

### Bronze
| Name               | Sportart  | Wettkampf    |
| ------------------ | --------- | ------------ |
| Ingrida Suchankova | Karate    | Kumite 61 kg |
| Veronika Cmarova   | Kickboxen | K1 65 kg     |

## Teilnehmer nach Sportarten

### Boules
| Athleten                               | Wettbewerb   | Vorrunde                         | Vorrunde | Halbfinale    | Halbfinale    | Finale / Platz 3 | Finale / Platz 3 | Rang          |
| Athleten                               | Wettbewerb   | Gegner                           | Ergebnis | Gegner        | Ergebnis      | Gegner           | Ergebnis         | Rang          |
| -------------------------------------- | ------------ | -------------------------------- | -------- | ------------- | ------------- | ---------------- | ---------------- | ------------- |
| Frauen                                 |              |                                  |          |               |               |                  |                  |               |
| Svetlana Kyseľová                      | Raffa Einzel | abgesagt                         | abgesagt | abgesagt      | abgesagt      | abgesagt         | abgesagt         | abgesagt      |
| Svetlana Kyseľová Veronika Obročníková | Raffa Doppel | Vildan Tuncer / Derya Gündüz     | 2:12     | ausgeschieden | ausgeschieden | ausgeschieden    | ausgeschieden    | ausgeschieden |
| Svetlana Kyseľová Veronika Obročníková | Raffa Doppel | Marina Braconi / Elisa Luccarini | 7:12     | ausgeschieden | ausgeschieden | ausgeschieden    | ausgeschieden    | ausgeschieden |

### Indoor-Rudern
| Athleten      | Wettbewerb                   | Zeit       | Rang |
| ------------- | ---------------------------- | ---------- | ---- |
| Männer        |                              |            |      |
| Jozef Pavlica | 2000 m Offene Gewichtsklasse | 6:13,5 min | 10   |

### Karate
| Athleten           | Wettbewerb    | Vorrunde          | Vorrunde | Vorrunde         | Vorrunde | Halbfinale       | Halbfinale    | Finale / Platz 3  | Finale / Platz 3 | Rang          |
| Athleten           | Wettbewerb    | Gegner            | Ergebnis | Gegner           | Ergebnis | Gegner           | Ergebnis      | Gegner            | Ergebnis         | Rang          |
| ------------------ | ------------- | ----------------- | -------- | ---------------- | -------- | ---------------- | ------------- | ----------------- | ---------------- | ------------- |
| Frauen             |               |                   |          |                  |          |                  |               |                   |                  |               |
| Ingrida Suchankova | Kumite 61 kg  | Justyna Gradowska | 3:5      | Lucie Ignace     | 4:0      | Alexandra Grande | 3:5           | Justyna Gradowska | 2:0              | Bronze        |
| Dominika Tatárová  | Kumite +68 kg | Isabela Rodrigues | 0:4      | Hamideh Abbasali | 1:2      | ausgeschieden    | ausgeschieden | ausgeschieden     | ausgeschieden    | ausgeschieden |

### Kickboxen
| Athleten           | Wettbewerb | Viertelfinale           | Viertelfinale | Halbfinale    | Halbfinale    | Finale / Platz 3   | Finale / Platz 3 | Rang          |
| Athleten           | Wettbewerb | Gegner                  | Ergebnis      | Gegner        | Ergebnis      | Gegner             | Ergebnis         | Rang          |
| ------------------ | ---------- | ----------------------- | ------------- | ------------- | ------------- | ------------------ | ---------------- | ------------- |
| Frauen             |            |                         |               |               |               |                    |                  |               |
| Monika Chochlikova | K1 52 kg   | Ashley Acord            | 2:1           | Elgoul Ahlem  | 3:0           | Anna Poskrebysheva | 0:3              | Silber        |
| Lucia Cmarova      | K1 60 kg   | Melissa Aceves Martinez | 0:3           | ausgeschieden | ausgeschieden | ausgeschieden      | ausgeschieden    | ausgeschieden |
| Veronika Cmarova   | K1 65 kg   | Roza Gumienna           | 2:1           | Teodora Manic | 0:3           | Kaitlin Young      | 3:0              | Bronze        |
| Männer             |            |                         |               |               |               |                    |                  |               |
| Miroslav Smolár    | K1 71 kg   | Bogdan Shumarov         | 0:3           | ausgeschieden | ausgeschieden | ausgeschieden      | ausgeschieden    | ausgeschieden |

### Tanzen

#### Standard Tänze
| Athleten                          | 1. Runde | 1. Runde | 1. Runde      | 1. Runde     | 1. Runde  | Redance | Redance | Redance       | Redance      | Redance   | Halbfinale | Halbfinale | Halbfinale    | Halbfinale   | Halbfinale | Rang |
| Athleten                          | Walzer   | Tango    | Wiener Walzer | Slow Foxtrot | Quickstep | Walzer  | Tango   | Wiener Walzer | Slow Foxtrot | Quickstep | Walzer     | Tango      | Wiener Walzer | Slow Foxtrot | Quickstep  | Rang |
| --------------------------------- | -------- | -------- | ------------- | ------------ | --------- | ------- | ------- | ------------- | ------------ | --------- | ---------- | ---------- | ------------- | ------------ | ---------- | ---- |
| Paar                              |          |          |               |              |           |         |         |               |              |           |            |            |               |              |            |      |
| Adriána Dindofferová Ľubomír Mick | 15       | 10       | 15            | 9            | 11        | 1       | 3       | 8             | 6            | 2         | 13         | 12         | 14            | 13           | 12         | 13   |

#### Latein Tänze
| Athleten                  | 1. Runde | 1. Runde    | 1. Runde | 1. Runde   | 1. Runde | Redance | Redance     | Redance | Redance    | Redance | Finale        | Finale        | Finale        | Finale        | Finale        | Rang |
| Athleten                  | Samba    | Cha Cha Cha | Rumba    | Paso Doble | Jive     | Samba   | Cha Cha Cha | Rumba   | Paso Doble | Jive    | Samba         | Cha Cha Cha   | Rumba         | Paso Doble    | Jive          | Rang |
| ------------------------- | -------- | ----------- | -------- | ---------- | -------- | ------- | ----------- | ------- | ---------- | ------- | ------------- | ------------- | ------------- | ------------- | ------------- | ---- |
| Paar                      |          |             |          |            |          |         |             |         |            |         |               |               |               |               |               |      |
| Lucia Krncanova Jiri Hein | 16       | 17          | 15       | 18         | 17       | 7       | 10          | 10      | 10         | 10      | ausgeschieden | ausgeschieden | ausgeschieden | ausgeschieden | ausgeschieden | 19   |

#### Rock ’n’ Roll
| Athleten                    | 1. Runde | 1. Runde | Hoffnungsrunde | Hoffnungsrunde | Halbfinale | Halbfinale | Finale        | Finale        | Rang |
| Athleten                    | Punkte   | Rang     | Punkte         | Rang           | Punkte     | Rang       | Punkte        | Rang          | Rang |
| --------------------------- | -------- | -------- | -------------- | -------------- | ---------- | ---------- | ------------- | ------------- | ---- |
| Paar                        |          |          |                |                |            |            |               |               |      |
| Kočiš Filip Hrušková Andrea | 72,06    | 5        | 71,66          | 2              | 89,67      | 7          | ausgeschieden | ausgeschieden | 7    |

### Wasserski
| Athleten         | Wettbewerb | Qualifikation  | Qualifikation | Finale        | Finale | Rang |
| Athleten         | Wettbewerb | Ergebnis       | Rang          | Ergebnis      | Rang   | Rang |
| ---------------- | ---------- | -------------- | ------------- | ------------- | ------ | ---- |
| Männer           |            |                |               |               |        |      |
| Martin Bartalsky | Slalom     | 25,50/58/18,25 | 8             | 4,50/58/11,25 | 5      | 5    |